# ハイキングウォーキング
ハイキングウォーキングは、吉本興業に所属する日本のお笑いコンビ。ラ・ゴリスターズのメンバー。通称、ハイウォー。ネタは主にコントだが、漫才や一発芸なども披露する。

## メンバー
鈴木 Q太郎（すずき きゅーたろう、本名：鈴木 正志〈すずき まさし〉、1974年8月14日 -（51歳））
ボケ（たまにツッコミ）担当。
新潟県南魚沼市出身。身長173cm、体重73kg、血液型A型。

松田 洋昌（まつだ ひろあき、1976年10月21日 -（48歳））
ツッコミ（たまにボケ）・ネタ作り担当。
富山県富山市出身。身長173cm、体重60kg、血液型AB型。埼玉県住みます芸人。

## エピソード・人物

### コンビ
- コンビ仲が非常に良く、もし生まれ変わってもお互い「相方がいい」と答えている。
- 2006年頃から松田の地元・富山テレビ放送の番組に出演していた。
- 年齢は鈴木が2学年上だが芸歴では松田が1年先輩で、年齢と芸歴が逆転しているコンビ。他にはパンクブーブー（佐藤哲夫が1976年生まれの福岡吉本6期生、黒瀬純が1975年生まれの福岡吉本8期生）・2700（ツネが1982年生まれのNSC大阪校27期出身、八十島が1984年生まれのNSC大阪校26期出身）などがいる。
- 平場ではボケ・ツッコミの役割が逆になることも多い。
- 若手時代は先輩のハローケイスケ、後輩の玉城泰拙（セブンbyセブン）と同居していた[1]。
- 2021年3月29日に鈴木が突如芸人廃業を宣言し、相方・松田を慌てさせた。コロナ禍で仕事が無くなり心が折れた状態での宣言であったが、妻からは「芸人を辞めるなら離婚する」と言われて同年の夏頃には引退を撤回している[2]。

### 松田
- 富山県富山市出身、富山県立富山商業高等学校卒業。身長173 cm、体重60 kg。血液型AB型。
- 元高校球児で、高校野球（阪神甲子園球場）への出場経験がある。ただし松田は補欠で、卒業までベンチ入りは果たせなかった。本人曰く中学3年時、当時星稜高校のスラッガーだった松井秀喜へ憧れて自身も星稜に進学しようとするも親から反対されたため、県内の富山商業へ進学したという[3]。
- 若手時代はニューカリカ（林よしはる、マンボウやしろ）、パンチ浜崎（ザ・パンチ）、おしみんまる（元犬の心）、菊池大助（元ノンスモーキン）と同居していた時期がある。
- NSC東京校2期出身。ハイキングウォーキング結成以前はコンビ「ハックルベリー」として、渋谷公園通り劇場のビッグバンに登場していた。
- 愛称は後輩の吉村崇（平成ノブシコブシ）が名付けた「松兄」。
- 趣味は料理（洋菓子作りを得意とする)、高校野球観戦、買物、公園を散歩、読書（雑誌）、服集め。
- 2011年4月に元おはガールで女優の安藤聖と結婚するも、2015年4月に離婚成立[4]。2018年、一般人女性と再婚した。
- 2014年頃から茶髪に変えたが、2021年頃から金髪に変えた
- 東京都西東京市東伏見で居酒屋を経営していたが、後に廃業した。
- 埼玉県桶川市に移住し、2023年7月には埼玉県住みます芸人に松田単独で就任している[5]。

### 鈴木
- 新潟県南魚沼郡塩沢町（現南魚沼市 塩沢地区）出身、新潟県立塩沢商工高等学校・商業科卒業。1998年に渋谷公園通り劇場にてオーディションを受け合格、吉本に入る（NSCでは東京校3期及び大阪校19期と同期扱い）。身長173 cm、体重73 kg。血液型A型。
- 2005年夏頃から長髪が特徴だが、デビュー当時は短髪であった。
- 愛称は「Qちゃん」。「Q太郎」「Qちゃん」名義で出演することもある。芸名の由来は『オバケのQ太郎』。
- サングラスをかけるとみうらじゅんに似ており、みうらのモノマネをすることがある。みうらとはCMで親子役として共演経験がある。
- ハイキングウォーキング結成以前はコンビ「サーロイン」を組んでいた。
- 趣味はプラモデル作成（吉本プラモデル部所属）、マラソン、スノーボード、読書。
- スーパーマーケットの精肉売り場に5年間勤務していた時期がある。
- 長い髪を耳の所で上に折り返した髪型（角髪）が邪馬台国人に似ている。後述AuのCMでは「まとめる」というフレーズで他の家族は長髪を後ろで一つにまとめる中、鈴木は角髪のように手でまとめるボケをやっている。持ちギャグの「卑弥呼さま〜!!」を考案したのは相方・松田。
- 吉本ブサイクランキングでは2007年度13位、2008年度5位、2009年度3位、2010年度7位。
- 2010年1月、7年間交際していた一般人女性と同年8月8日に結婚を公表[6]。Q太郎は婿養子の形で入籍することとなり、芸名も妻の姓に変更する[7][8]予定だったが、2015年11月に離婚成立[9]。2018年4月30日、交際していた一般人女性と再婚[10]。
- 芸人生活における最高月収は250万円であったがお笑いブームが過ぎて以降も営業で稼いでおり、2017年4月13日放送『じっくり聞いタロウ〜スター近況（秘）報告〜』（テレビ東京）出演時には直近3ヶ月の月収について「60万」「90万」「90万」と告白した[11]。
- ただし2021年の時点ではコロナの影響で収入が激減したと告白しており、それが原因で上述の「芸人引退宣言」をするに至った（後に撤回）[12]。

## 芸風
- 主にコントで、鈴木の気持ち悪いキャラが前面に出たボケが多い。
- ネタ中に「すみますみませんでしたすみま」「かしこかしこまりましたかしこ」「かしこまりま〜」などと言ったり、しゃくれながら返答するなどふざけた口調で返すことがある。松田もそれに便乗して「おねがおねがいしますおねが」と言うこともある。
- ネタの前に「○○(役名)の俺にやたらとツッコんでくる鬱陶しい客」と、ボケ側の視点から鈴木がネタのタイトルを名乗ってからコントに入ることがある。また途中で松田がボケたり逆ギレしたり他の芸人のネタをパクるなど、鈴木が振り回されるパターンもある。
- 2017年頃からは大道芸に力を入れており[13]、大道芸では身体能力に優れる松田の方がメインを張ることが多く、鈴木は口上を担当する。劇場ではコントより大道芸を披露することが多く大道芸の一部でコーラネタを行う。

### ブス田キモ子
『エンタの神様』（日本テレビ）で披露していたネタ。鈴木が扮するブサイクで気持ち悪いのにナルシストな女「ブス田キモ子」の発言に対し、松田扮するバーの店員がトレーでキモ子を殴ってツッコむというもの。初期は小さなメニュー表でツッコんでいたが途中から金属のトレーに変わり、後に大きめのメニュー表でツッコむ形となった。

### Mr.スズキックスのスーパーイリュージョンショー
短時間でできるネタとして主にテレビで披露している。鈴木扮するキャラクター・Mr.スズキックスが「Mr.スズキックスのスーパーイリュージョンショー!」と宣言後、様々なスーパーイリュージョン（実際には飲み会の出し物レベル）を行うも、ほとんど失敗して松田にツッコまれる。オチでは「すいませんでした」と松田が謝ってシメるのが定番。手を使わずジーンズを履くなど、まれに成功するネタもあるがその場合は「くだらねえよ!」とツッコんで終わる。
- 市販の500mlペットボトルに入ったコーラやサイダーまたはジンジャーエールを一気に飲み干し、「徳川15代将軍の名前」「山手線・新幹線の駅名」「ラジオ体操第一」などをゲップせず言い切る。
- ヘリウムガスを吸い、声を変えずに歌う。
- 風船を息継ぎなしで膨らませる。
- 飴の味を変える。
- ハンドクリームを塗りたくった手でビンの蓋を開ける。
- 接着されていない段ボールを潰さずに10秒乗る。
- 目隠しをしてドラえもんの絵を描く。
- 飛ばした風船を瞬時に片手で掴み取る。
- ブーブークッションの音を鳴らさずに座る。
- 音の鳴る風船を膨らまして音を出さずに手を使わずにズボンを履く。
- ビンに入った柿の種を10秒で食べきる。
- バットを軸に10回周って穴の空いた新聞を破らずに潜り抜ける。
- ストッキングを履いて手を使わずに脱ぐ。

### ミラクルカンフーアクション
主に『爆笑レッドカーペット』（フジテレビ）にて披露していたショートネタ。「ハイキングウォーキングのミラクルカンフーアクション!」の掛け声と共に鈴木がラーメンマン似の扮装、松田は桃白白のような扮装で登場し、「私は修行を積んでいるため、○○しても全くリアクションを取らずにいることができます!」と宣言して様々なことに挑戦するが、結局オーバーリアクションを取ってしまい松田にツッコまれる。ネタ終了後、「スーパーイリュージョン」と同様に松田が「すいませんでした」とシメる。

### 髪芸
鈴木の髪を使ったモノマネシリーズ。他のネタと組み合わされることもある。
- テンションの上がった海女さん
- 邪馬台国が滅び行く時
- オイルショックの女
- 女学生
- ブーケを奪い合う女
- パチンコで食う女
- ラーメン
- 昭和20年代の女
- アンジェラ・アキ
- テーブルクロス引きの要領で髪の毛をテーブルクロス状に広げ、上に乗せたワイングラスからワインをこぼさずに髪の毛だけを引き抜くネタ。成功率が非常に高く、場を盛り上げるネタとして多用される。

### ブルマパーティ
2007年9月11日放送『爆笑レッドカーペット』第4回（フジテレビ）にて、松田の同期であるくまだまさしと「ビックリイリュージョンショー」と称したコラボネタを披露。レッドカーペット賞へ選ばれたことに始まり、同年12月17日放送から「ブルマパーティ」というユニット名で参加している。
くまだと鈴木による「ブルマパーティのビックリイリュージョンショー」の掛け声で始まるが、やることは案外大したことなくその度に松田から「皆さん、目をつぶってればすぐに終わりますから」「見たことないでしょこんなバカ」「電撃ネットワークですよね」とツッコまれる。ネタ終わりに2人で「こ～れ～だ～け～」と叫び、「これがブルマパーティのビックリイリュージョン」とシメる。最終的に松田が「どうもすいませんでした」と謝りながらハケるのが定番。

## 主な活動歴
2001年6月結成。マツダ・スズキと2人とも自動車メーカー名と同じ苗字のため、結成2か月ほど「くるま」というコンビ名で活動していた（松田ブログより）。しかし「くるま」というコンビ名がパッとしなかったため、自分たちの足で歩くという意味を込めて現在の「ハイキングウォーキング」となった。

### 爆笑オンエアバトル
『爆笑オンエアバトル』（NHK総合）には2005年年始から参加。2004年12月に収録された松田の地元である富山県富山市収録にて初挑戦、509KBを獲得しトップでオンエアされる。番組初挑戦でオーバー500を記録した14組のうちの9組目である。
2005年度には2度目のオーバー500を含む（通算でオーバー500KBは初挑戦とこの回の2度だけ）無敗で4勝を挙げ、KB6位通過でチャンピオン大会セミファイナルに進出するも6位敗退。
2006年度は連勝が6で止まる初オフエアを記録してしまう。4勝目を賭けた戦いでも2敗目を喫し、チャンピオン大会の出場条件である4勝目を獲得できず出場は叶わなかった。
2007年度は再び無敗で4勝し、年間ランキング18位でチャンピオン大会に出場するも7位敗退。
2008年度は1回目こそ勝利したものの2回目で3敗目を喫し、この年度はこれ以降出場しなかった。
制度が変わった2009年度は第9戦に出場、トップ通過でチャンピオン大会出場決定。ファーストステージを2位で通過し、ファイナルステージに進出したが2連覇中だったトータルテンボスにあと一歩及ばず2位。
後継番組『オンバト+』（NHK総合）にも出場。この時既に全国区の知名度を持っていた。しかし結果は329KBでの8位オフエアで、視聴者投票にも選ばれなかった。

### キングオブコント
キングオブコントでは2008年は2回戦進出、2009年に準決勝に初出場、その後2011年にも再び準決勝に進出している。

### M-1グランプリ
M-1グランプリでは第1回大会（2001年）から出場。2007年から2009年まで3年連続で準決勝進出、敗者復活戦にも参加している。
2010年・2015年は準々決勝進出、ラストイヤーとなる2016年は2回戦進出で幕を閉じた。

## 出演

### 現在のレギュラー
- √るーと（NHK鳥取 、2012年1月 - ）松田のみ
- Who Am I〜Road To VXer〜（BSよしもと、2023年11月3日 - ）Q太郎のみ

### 準レギュラー、ゲストの出演
- エンタの神様（日本テレビ・不定期放送、2012年6月30日 - ）キャッチフレーズは「幻想の野外活動」→「笑いの遊歩道」

### 過去のレギュラー
- ラジかるッ（日本テレビ）水曜日
- 週刊こどもニュース（2010年4月 - 12月、NHK総合）近所のお兄さん
- ハイキングウォーキングのアイドル★チェキ!（GyaOジョッキー）
- ハイキングウォーキングのジョッキー×3（GyaOジョッキー）
- ハイキングウォーキングの芸人★チェキ!（GyaOジョッキー）
- YOYOGI PIRATES ハイキングウォーキングのハイキングトーキング（FM-FUJI）毎週水曜日21:00 -
- メレンゲの気持ち（日本テレビ）ビューティフルライフ案内人
- おはスタ 第1部（2012年4月 - 2014年4月、テレビ東京）鈴木のみ
- Cheeky's a GoGo!（2022年3月 - 2023年6月、BSよしもと）とにかく明るい安村と共に金曜MC

### 準レギュラー、ゲストの出演
- 爆笑レッドカーペット（フジテレビ）キャッチフレーズは「くだらなさは天下一品」→「華麗なるくだらなさ」→「自称ミスターカーペット」、「元祖コラボカーペット」（ブルマパーティ時）。

コラボカーペットではくまだまさし（ブルマパーティ名義）、小島よしお（ブーメランパーティ名義）、木村卓寛（天津）とひぐち君（髭男爵）（鈴木のみ、天津木村隊名義）、のり（オテンキ）と長友光弘（響）（小ボケ組名義）、今泉と今野浩喜（元キングオブコメディ）と谷田部俊（我が家）（第1回のみ）や中岡創一（ロッチ）（第2回のみ）や狩野英孝（第3回のみ）（鈴木のみ、言ってみ隊名義（今泉を含む2人は全て参加））、小島よしおや加藤歩（元ザブングル）（鈴木のみ、小島パチンコシリーズ名義）と共演。
特番時代の初回から出演しており、レギュラー時代やレギュラー放送終了後も含めて、番組史上最多の出演回数を誇る。
さらに、レッドカーペット賞最多6回受賞（うち1回はブルマパーティと言ってみ隊として）。
- 爆笑オンエアバトル（NHK総合）戦績14勝3敗 最高509KB　ゴールドバトラー認定
  - 第8回チャンピオン大会 セミファイナル6位敗退
  - 第10回チャンピオン大会 セミファイナル7位敗退
  - 第12回チャンピオン大会 ファイナル・ファイナルステージ2位
- BBTスペシャル（富山テレビ）
- Youドキッ!たいむ（富山テレビ）月1出演
- 天才てれびくんMAX（NHK教育）熱也、涼士役
- 夏休みの宿題 ハイキングウォーキングのびっくり科学実験室!（広島ホームテレビ、2009年8月1日）

瀬戸内海放送・山口朝日放送（8月1日）、山陰放送（8月2日）でも放送

### アニメ
- もやしもん（フジテレビ、ノイタミナ）

松田:マラセチア・フルフル（フケの原因菌）役
鈴木:コリネバクテリウム・ジフテロイド（ワキガの原因菌）役

### ラジオ
- 三井住友VISAカード presents Amitle'du weekend（TOKYO FM）パーソナリティ
- おしゃべりやってまーす火曜日（K'z Station）

### 映画
- あさってDANCE（2005年、原作:山本直樹、監督:本田隆一）松田主演、鈴木出演
- 特命女子アナ 並野容子（2009年、原作:柳沢きみお、監督:田尻裕司）鈴木のみ
- 洗骨（2019年、監督:照屋年之）鈴木のみ（神山亮司 役）
- ガールズドライブ（2023年、監督:宮岡太郎）鈴木のみ[15]

### テレビドラマ
- 示談交渉人 ゴタ消し 第3話・最終話（2011年1月20日・3月31日、読売テレビ、鈴木浩司役）松田のみ
- ハイパーヨーヨー バーニング（2011年6月18日-7月2日、テレビ東京、鬼・万我兵太）鈴木のみ
- 慰謝料弁護士〜あなたの涙、お金に変えましょう〜 第6話（2014年2月14日、読売テレビ、レストラン店員役）松田のみ
- マネーの天使〜あなたのお金、取り戻します!〜 第6話（2016年2月11日、読売テレビ、里中健哉役）松田のみ

### CM
- オリンパス 「µ」シリーズ（2008年8月）鈴木のみ

浅田舞、浅田真央姉妹と共演
- KDDI「Auの庭で。まとめる篇」（2008年10月 - ）鈴木のみ

仲間由紀恵:妹役、みうらじゅん:父親役、萬田久子:母親役らと共演
- イオン「トップバリュ　ヒートファクト」情緒篇（2009年10月）
- ロッテ トッポ（2010年3月）

長瀬智也（元TOKIO）と共演
- DHC「フォースコリー」（2011年6月）

2014年は神田うのと共演
- 富山県・ハッピー子育てキャンペーン（2011年）

### 舞台
- 喜劇「ハムレット」&悲劇?「ローゼンクランツとギルデンスターンは死んだ」（2011年5月、渋谷区文化総合センター大和田・さくらホール・シアター1010）

### MV
- AKB48「しあわせを分けなさい」（2016年） - 新郎の招待客 役[16]

## DVD
- 「根斗百烈拳」（2009年11月04日）

同年8月23日、ルミネtheよしもとにて行われた単独ライブを収録。
- 「根斗百烈拳2」（2010年11月10日）
- 「根斗百烈拳3」（2011年11月23日）

## 書籍
- 「ハイキングウォーキングの“そうなっちゃいます?”」（2009年7月、主婦の友社）

## 単独ライブ
- 2004年
  - 3月7日 - 「名作劇場」（シアターD/東京）
  - 11月3日 - 「W皇子」（シアターD/東京）
- 2005年
  - 8月14日 - 「根斗百烈拳上巻」・「根斗百烈拳下巻」（新宿シアターモリエール/東京）
  - 12月26日 - 「根斗百烈拳FINAL」（シアターブラッツ/東京）
- 2006年
  - 8月6日 - 「伽羅百烈拳」（シアターブラッツ/東京）
  - 12月18日 - 「伽羅百烈拳FINAL」（シアターブラッツ/東京）
- 2007年
  - 3月4日 - 「名作劇場」（シアターブラッツ/東京）
- 2008年
  - 8月10日 - 「気持ち悪いよ。」「そんなまさか。」「妥当だよ」「そうなっちゃいます?」（ルミネtheよしもと/東京）
- 2009年
  - 4月26日 - 「ハイキングウォーキング関東甲信越漫才ライブツアー」（長野CLUB JUNK BOX/長野）
  - 5月9日 - 「ハイキングウォーキング関東甲信越漫才ライブツアー」（南足柄市文化会館 小ホール/神奈川）
  - 6月6日 - 「ハイキングウォーキング関東甲信越漫才ライブツアー」（新潟LOTS/新潟）
  - 6月7日 - 「ハイキングウォーキング関東甲信越漫才ライブツアー」（千葉市民会館 小ホール/千葉）
  - 7月11日 - 「ハイキングウォーキング関東甲信越漫才ライブツアー」（土浦市民会館/茨城）
  - 8月8日 - 「ハイキングウォーキング関東甲信越漫才ライブツアー」（さいたま市民会館おおみや 小ホール/埼玉）
  - 8月23日 - 「根斗百烈拳」（ルミネtheよしもと/東京）
  - 9月12日 - 「ハイキングウォーキング関東甲信越漫才ライブツアー」（前橋テルサ/群馬）
  - 9月19日 - 「ハイキングウォーキング関東甲信越漫才ライブツアー」（宇都宮市民会館 小ホール/栃木）
  - 9月20日 - 「ハイキングウォーキング関東甲信越漫才ライブツアー」（都の杜うぐいすホール/山梨）
  - 10月1日 - 「ハイキングウォーキング関東甲信越漫才ライブツアー」（北沢タウンホール/東京）
- 2010年
  - 4月4日 - 「根斗百烈拳2〜新作コントツアー〜」（NIIGATA LOTS/新潟）
  - 5月4日 - 「根斗百烈拳2〜新作コントツアー〜」（ターミナルプラザことにPATOS/札幌）
  - 5月5日 - 「根斗百烈拳2〜新作コントツアー〜」（仙台市シルバーセンター 交流ホール/仙台）
  - 5月16日 - 「根斗百烈拳2〜新作コントツアー〜」（さいたま市民会館おおみや 小ホール/埼玉）
  - 5月30日 - 「根斗百烈拳2〜新作コントツアー〜」（よしもと紙屋町劇場/広島）
  - 6月6日 - 「根斗百烈拳2〜新作コントツアー〜」（大博多ホール/福岡）
  - 6月13日 - 「根斗百烈拳2〜新作コントツアー〜」（京橋花月/大阪）
  - 6月19日 - 「根斗百烈拳2〜新作コントツアー〜」（千葉県文化会館 小ホール/千葉）
  - 6月25日 - 「根斗百烈拳2〜新作コントツアー〜」（富山県教育文化会館/富山）
  - 7月11日 - 「根斗百烈拳2〜新作コントツアー〜」（テレピアホール/名古屋）
  - 8月1日 - 「根斗百烈拳2〜新作コントツアー〜」（ルミネtheよしもと/東京）
- 2014年
  - 11月30日 - 「ビアガーデン」（ルミネtheよしもと/東京）
- 2016年
  - 3月19日 - ハイキングウォーキング結成15周年単独ライブ「BAKAKA」（ルミネtheよしもと/東京）
- 2017年
  - 3月18日 - 「東京吉本諸芸コント団体旗揚げ公演」（ルミネtheよしもと/東京）